# Medalla por Servicio Militar Distinguido
La Medalla por Servicio Militar Distinguido (en ruso: Медаль «За отличие в воинской службе») es una condecoración militar otorgada en dos clases por la Unión Soviética y más tarde por la Federación de Rusia (hasta 1995), al personal militar meritorio del Ministerio de Defensa, de las tropas del Ministerio del Interior y de las tropas fronterizas tanto de la URSS como, posteriormente, de la Federación de Rusia. Se eliminó gradualmente tras la disolución de la URSS y fue reemplazada por varios premios ministeriales. 
La Medalla Medalla por servicio militar distinguido fue establecida el 28 de octubre de 1974 por Decreto del Presidium del Soviet Supremo de la Unión Soviética. Su estatuto fue posteriormente enmendado por el Decreto del Presídium del Sóviet Supremo N.º 2523-X el 18 de julio de 1980.
La medalla fue una de las pocas condecoraciones soviéticas que se conservó «tal cual» tras la disolución de la URSS. Esto fue confirmado por el Decreto del Presidium del Consejo Supremo de la Federación de Rusia N.º 2424-1 del 2 de marzo de 1992. Fue otorgado por última vez en 1995, siendo reemplazado por varias condecoraciones ministeriales como la Medalla por Distinción al Servicio de las Tropas del Interior de Rusia, también otorgada en dos clases.
Hasta el 1 de enero de 1995 la Medalla por servicio militar distinguido de primer grado se había otorgado a unas veinte mil personas, la medalla de segundo grado, a alrededor de 120 000.

## Estatuto de la medalla
La Medalla por Servicio Militar Distinguido se otorgaba a los soldados del Ejército, la Armada, las tropas fronterizas y las tropas del Ministerio del Interior soviéticas:
- Por su excelente desempeño en combate y entrenamiento político;
- Por distinciones especiales en ejercicios y maniobras, durante el servicio de combate y el deber de combate;
- por el coraje, la dedicación y otros méritos demostrados durante el período de servicio militar.

La medalla era otorgada en nombre del Presídium del Sóviet Supremo de la Unión Soviética por el ministro de Defensa, el ministro del Interior o el presidente del Comité de Seguridad del Estado.
La medalla  consta de dos grados, primera y segunda, siendo la primera clase la más alta. Fueron otorgados secuencialmente por mérito continuo.
La Medalla por servicio militar distinguido se lleva en el lado derecho del pecho debajo de las órdenes de la URSS. La cinta de la medalla en la barra común se coloca después de la Medalla al Servicio Distinguido en la Protección de las Fronteras del Estado. Si se usa en presencia de órdenes o medallas de la Federación de Rusia, estas últimas tienen prioridad.

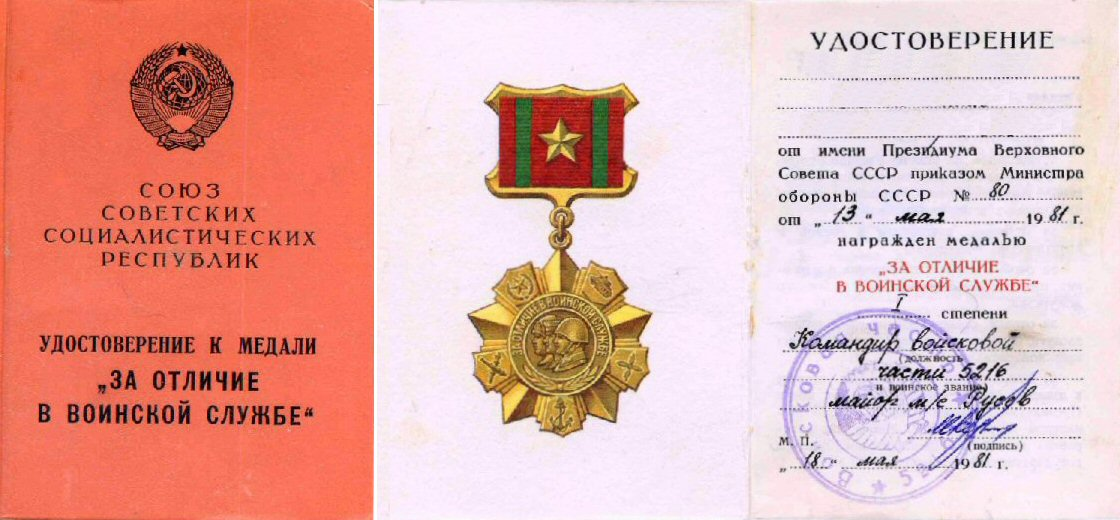
Certificado de concesión de la medalla

Cada medalla venía con un certificado de premio, este certificado se presentaba en forma de un pequeño folleto de cartón de 8 cm por 11 cm con el nombre del premio, los datos del destinatario y un sello oficial y una firma en el interior.

## Descripción de la medalla
En la medalla de primer grado, las partes metálicas del soporte de cinta y el dispositivo de estrella en la cinta están hechos de latón. En el caso de la medalla de segundo grado, las partes metálicas del soporte de la cinta y el dispositivo de estrella en la cinta están hechos de cuproníquel. En ambos casos, el tamaño de la medalla entre los extremos opuestos de la estrella es de 38 mm.
La Medalla por servicio militar distinguido tiene la forma de una estrella convexa de cinco puntas de 38 mm de ancho. Cinco escudos con los emblemas de las principales ramas del servicio llenan los huecos entre sus brazos. En el centro de la medalla hay un medallón cóncavo con las imágenes en relieve de un soldado, un marinero y un aviador. El medallón central estaba enmarcado por un anillo con la inscripción en relieve «Por la distinción en el servicio militar» (en ruso: «За отличие в воинской службе») en los lados y en la parte superior, en la parte inferior del anillo, hay dos ramas de laurel. Todas las imágenes de la medalla son convexas.
El reverso de la medalla no tiene imágenes, solo en la parte inferior del reverso (a las 6 en punto en la esfera) hay un pequeño sello en relieve de la Casa de la Moneda de Moscú en forma de tres letras estilizadas «ММД».
La medalla está conectada con un ojal y un anillo a un bloque pentagonal de latón de 29,5 mm de ancho y 27,5 mm de alto. El bloque  está cubierto con una cinta de muaré de seda roja con dos franjas verdes longitudinales a lo largo de los bordes. El ancho de la cinta es de 24 mm, las tiras son de 3 mm, la distancia de la tira desde el borde es de 3 mm. Se coloca una estrella de bronce de cinco puntas en el centro del bloque de la banda. El bloque tiene un pasador roscado con una tuerca en el reverso para sujetar la medalla a la ropa. La tuerca de sujeción con un diámetro de 19 mm está estampada con la fraseː Casa de la Moneda de Moscú «МОСКОВСКИЙ МОНЕТНЫЙ ДВОР» en letras en relieve.

## Medallas y cintas
| Primer Grado        | Segundo Grado | Reverso |
| ------------------- | ------------- | ------- |
|                     |               |         |
| Cinta de la medalla |               |         |
|                     |               |         |